# Valerie Thomas
Valerie Thomas   (Baltimore, 8 de febrer de 1943) és una científica americana i inventora. Va inventar el "Illusion Transmitter", pel qual va rebre una patent l'any 1980. Valerie també va assistir a una escola femenina, on no la van animar a seguir cap curs de matemàtiques o ciències.

## Primers anys de vida i educació
Valerie Thomas es va interessar per la ciència des de ben petita, després d'observar el seu pare manipulant el televisor i veient les seves parts mecàniques. A l'edat de vuit anys, va llegir "The Boys First Book Electronics", la qual cosa va despertar el seu interès per una carrera científica. El seu pare no la va ajudar en els projectes d'aquest llibre, malgrat el seu propi interès en l'electrònica. Tot i no rebre suport per a seguir cursos de ciència i de matemàtiques, va gestionar la inscripció a un curs de física. Thomas va anar a la Morgan Universitat Estatal, on va ser una de les dues dones en especialitzar-se en física. Thomas va excel·lir en els seus cursos de matemàtiques i ciències a la Morgan Universitat Estatal i va anar a treballar per la NASA després de la seva graduació.

## Carrera
L'any 1964, Thomas va començar treballant per la NASA com a analista de dades. Va desenvolupar sistemes per a ordinadors per als centres de control d'operacions de satèl·lits (1964–1970) i va supervisar la creació del programa Landsat (1970–1981), esdevenint una experta internacional en productes de dades del Landsat. L'any 1974 Thomas va encapçalar un equip d'aproximadament 50 persones per al "Large Area Crop Inventory Experiment" (LACIE), un esforç conjunt amb el Centre Espacial Lyndon B. Johnson de la NASA, l'Administració Nacional dels Oceans i de l'Atmosfera (NOAA) i el Departament d'Agricultura dels Estats Units. LACIE va demostrar la viabilitat per utilitzar tecnologia espacial per automatitzar el procés de predicció del rendiment de les collites de blat de moro a nivell mundial. L'any 1976, va assistir a una exposició que va incloure la il·lusió d'una bombeta que s'encenia, fins i tot encara que hagués estat extreta del seu casquet. La il·lusió, que implicava una altra bombeta i miralls còncaus, va inspirar Thomas. Encuriosida per com es podrien utilitzar la llum i els miralls còncaus en la seva tasca a la NASA, va començar la seva recerca l'any 1977. Això va implicar la creació d'un experiment en què va observar com la posició d'un mirall còncau afectaria a l'objecte real que reflectia. Utilitzant aquesta tecnologia va inventar el transmissor d'il·lusió. El 21 d'octubre de 1980, va obtenir la patent pel transmissor d'il·lusió, un dispositiu que la NASA continua utilitzant avui.
L'any 1985 va ser la directora del NSSDC Computer Facility responsable d'una major consolidació i reconfiguració de dues instal·lacions informàtiques prèviament independents i les va dotar de noves tecnologies. Després va exercir com a directora del projecte per la "Space Physics Analysis Network (SPAN) entre 1986 a 1990 període en el qual SPAN va experimentar una reconfiguració important i va créixer d'una xarxa científica amb aproximadament 100 nodes d'ordinador a un que connectava directament uns 2.700 nodes d'ordinador a tot el món. L'any 1990, SPAN va esdevenir una part important de la xarxa científica de la NASA i del Internet actual. També va participar en projectes relacionats amb el Cometa Halley, recerca sobre l'ozó, tecnologia de satèl·lits i l'aeronau Voyager.
Es va retirar de la NASA i dels seus llocs de Cap associada de la "NASA's Space Science Data Operations Office", Responsable de la "NASA Automated Systems Incident Response Capability" i Presidenta del "Space Science Data Operations Office Education Committee a finals d'agost de 1995.
Després de la jubilació, Valerie Thomas exerceix com a associada al UMBC Center for Multicore Hybrid Productivity Research. Va continuar com a mentora per a la joventut des de la "Science Mathematics Aerospace Research and Technology" i la "National Technical Associtaion.

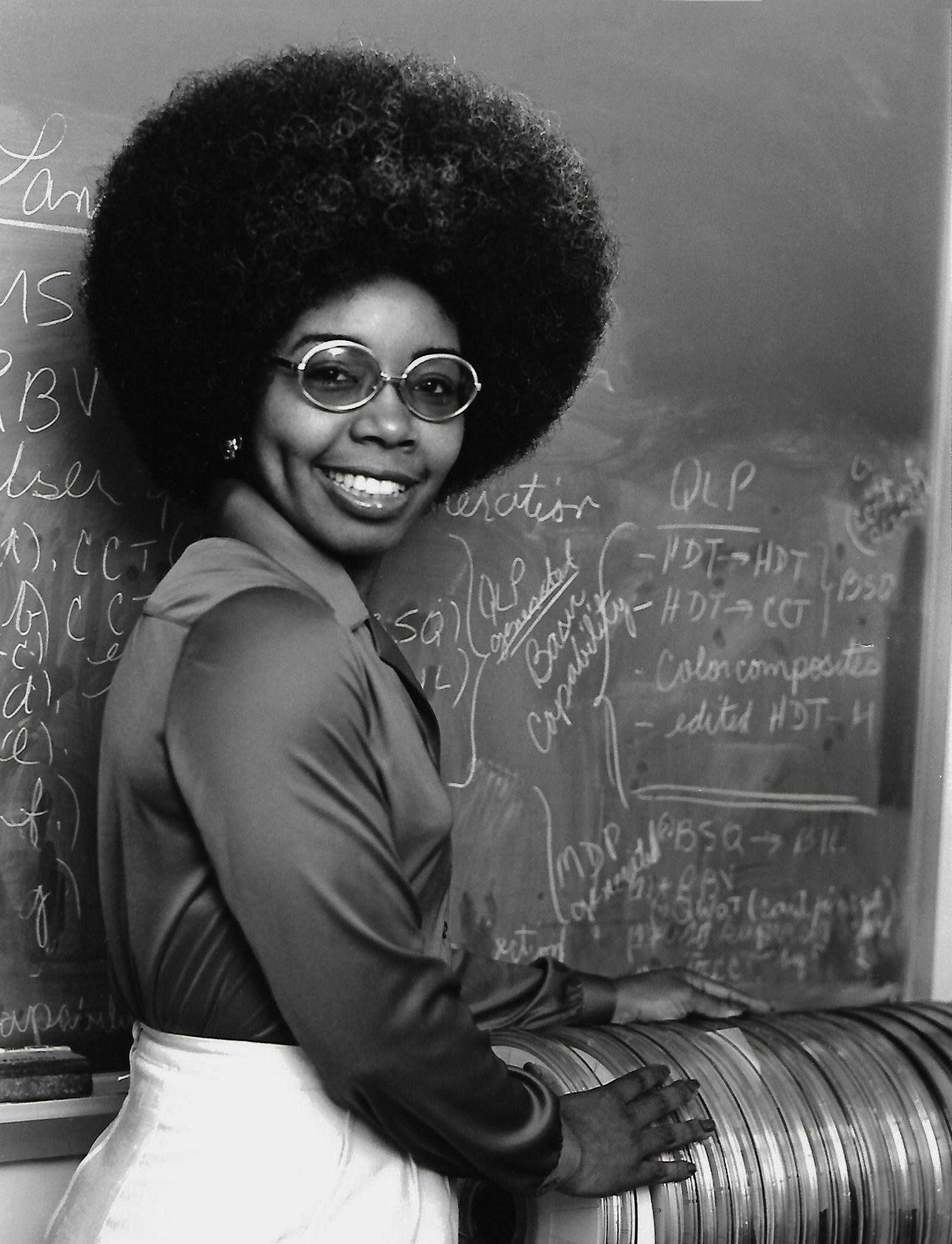
Valerie Thomas a la sala informàtica del programa Landsat, l'any 1979